# Јевгениј Морозов
Јевгениј Морозов (руски: Евгениј Морозов; белоруски: Евгениј Марозов; рођен 1984) је амерички писац, истраживач и интелектуалац из Бјелорусије који проучава политичке и друштвене ефекте технологије. Часопис „Политико“ га је уврстио  међу 28 најутицајнијих Европљана 2018. године.
Радио је као новинар за најпроминентније америчке листове. (The New York Times, The Wall Street Journal, Financial Times, The Economist, The Guardian, The New Yorker, итд.)
Морозов је био гостујући научник на Универзитету Стенфорд и Универзитету Џорџтаун, те сарадник на Институту за отворено друштво. Године 2009. изабран је за члана ТЕД-а гдје је говорио о томе како Веб утиче на грађански ангажман и стабилност режима у ауторитарним, затвореним друштвима или у земљама у транзицији.
Научној јавности је познат као творац синтагме „технолошки солуционизам“ коју је изнио својој књизи To Save Everything, Click Here: The Folly of Technological Solutionism. Морозов спада у групу аутора који сматрају да о технологији треба критички расправљати упоредо са дебатама о политици, економији, историји и култури.